# Gunwalloe
Gunwalloe – wieś w Anglii, w Kornwalii. Leży 20 km na wschód od miasta Penzance i 397 km na południowy zachód od Londynu.